# Barrenstein
Barrenstein ist ein Dorf in der Stadt Grevenbroich im Rhein-Kreis Neuss in Nordrhein-Westfalen.

## Lage
Barrenstein befindet sich im Südosten der Stadt Grevenbroich. Im Südosten befindet sich die Ortschaft Rommerskirchen-Oekoven. Im Südwesten liegen die Bahnlinie Köln-Grevenbroich-Mönchengladbach und die Ortschaft Allrath.

## Geschichte
Barrenstein war seit dem Mittelalter ein Teil des Amtes Grevenbroich im Herzogtum Jülich. Im Jahre 1794 wurde es von französischen Truppen besetzt und Barrenstein wurde ein Teil der Mairie Grevenbroich im Kanton Elsen im Arrondissement de Cologne im Département de la Roer. Nach 1815 entstand die Gemeinde Barrenstein, die dem Kreis Grevenbroich und seit 1929 dem Landkreis Grevenbroich-Neuß angehörte. 1931 wurde die kleine Gemeinde in die Stadt Grevenbroich eingemeindet.

### Religion
- Katholische Pfarrgemeinde St. Nikolaus

### Einwohnerentwicklung
- 31. Dezember 2005: 837¹
- 31. Dezember 2006: 844¹
- 31. Dezember 2007: 839¹
- 31. Dezember 2010: 855¹
- 31. Dezember 2013: 833¹
- 31. Dezember 2014: 812¹
- 31. Dezember 2015: 839¹
- 31. Dezember 2016: 833¹
- 31. Dezember 2017: 834¹
- 31. Dezember 2018: 838¹
- 31. Dezember 2021: 832¹
- 31. Dezember 2022: 827¹

¹ Angaben der Stadt Grevenbroich

## Kultur und Freizeit
Südlich von Barrenstein befindet sich in Rommerskirchen-Oekoven ein Eisenbahn-Museum.

### Bauten

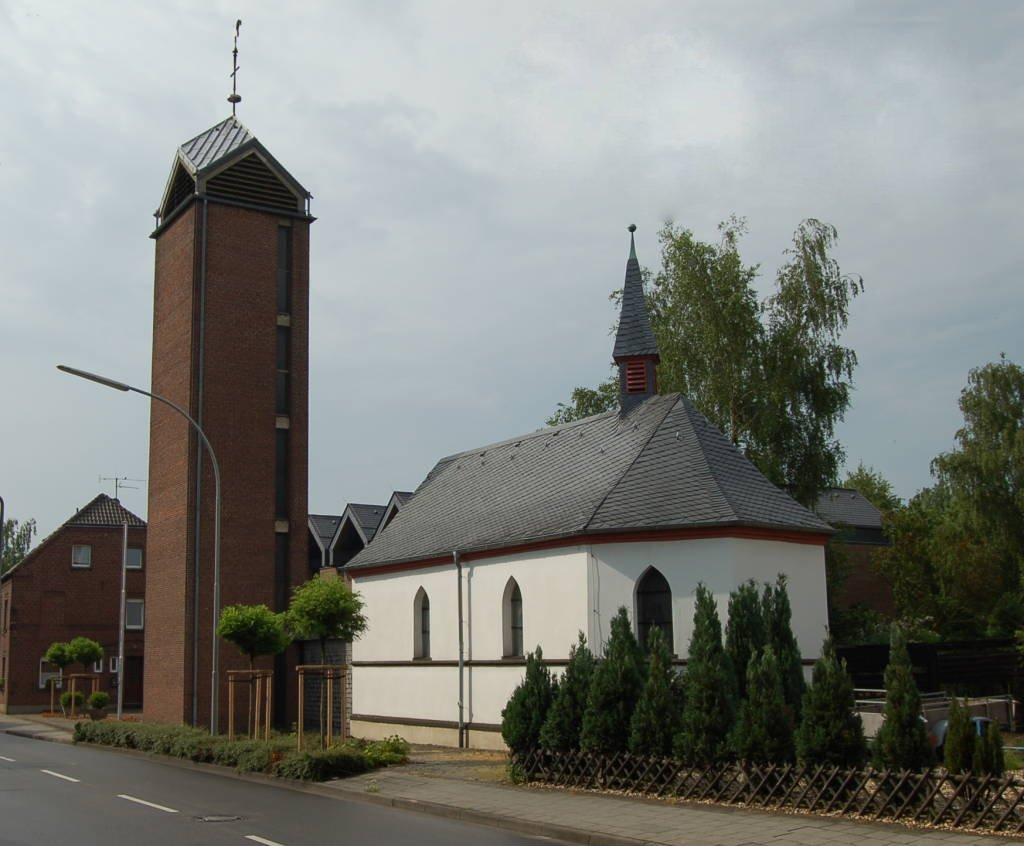
St. Nikolaus in Barrenstein

- Kapelle St. Nikolaus: Die spätgotische Kapelle wurde 1495 errichtet und im Jahre 1842 nach Westen erweitert. Sie diente bis zum Jahre 1975 als Rektoratskirche. Die Inneneinrichtung der Kapelle ist aus dem 18. Jahrhundert. Das Gebäude wurde 1976 restauriert. Gleich daneben befindet sich seit 1975 der Kirchenneubau.

## Wirtschaft und Infrastruktur

### Betriebe
- Größter Arbeitgeber ist die Hydro Aluminium Deutschland GmbH.

### Verkehr
Südwestlich von Barrenstein befindet sich die Bundesstraße 59, die ein wenig nördlich an die Bundesautobahn 540 anschließt.

### Öffentliche Einrichtungen
- Städtische Kindertagesstätte